# 譚鍾麟
譚 鍾麟（たん しょうりん、Tán Zhōnglín、1822年 - 1905年）は、清末の官僚。字は文卿。湖南省茶陵県出身。譚延闓の父。
咸豊6年（1856年）、進士及第により翰林院編修に任じられ、同治年間は地方官を歴任した。同治10年（1871年）、左宗棠の推挙により陝西布政使に任じられ、間もなく陝西巡撫代理に昇進している。左宗棠が新疆においてヤクブ・ベクと交戦した際には、軍糧輸送に従事し勝利に貢献するなどの功績を挙げ、光緒元年（1875年）に正式に陝西巡撫に任じられている。光緒5年（1879年）に浙江巡撫に任命、在任期間中に文瀾閣を整備している。光緒7年（1881年）には陝甘総督に任じられ現地での農業の発展に尽力した。
光緒14年（1888年）に病を理由に官を辞したが、3年後に再び呼び戻され光緒18年（1892年）には工部尚書、次いで閩浙総督に任じられている。光緒21年（1895年）に両広総督に任じられ、在任中に孫文が指導する広州蜂起を鎮圧して陸皓東らの革命党人を処刑した。また戊戌の変法に反対する上奏を行い、保守派の西太后に高く評価されている。
光緒25年（1899年）、イギリスに対する香港の新界地区租借に反対し病と称して辞職した。光緒31年（1905年）に病死したが、生前の功績により文勤の諡号を贈られた。息子に中華民国期の政治家の譚延闓がいる。